# 深沢 (世田谷区)
深沢（ふかさわ）は、東京都世田谷区の町名。現行行政地名は深沢一丁目から八丁目。住居表示実施済区域。玉川地域に属する。

## 地理
世田谷区の南東部に位置し、呑川に沿って一丁目から八丁目までが設置されている。世田谷区駒沢・桜新町・新町・等々力・中町・用賀、目黒区八雲・自由が丘と隣接する。面積は1.708平方キロメートル。
荏原台地の一角にあり、呑川に沿った地帯が低地となるため、町域内は起伏の豊かな地形をなしている。旧駒沢町を含み、現在でも一部が広義の駒沢地区として扱われる。

### 住宅地としての深沢

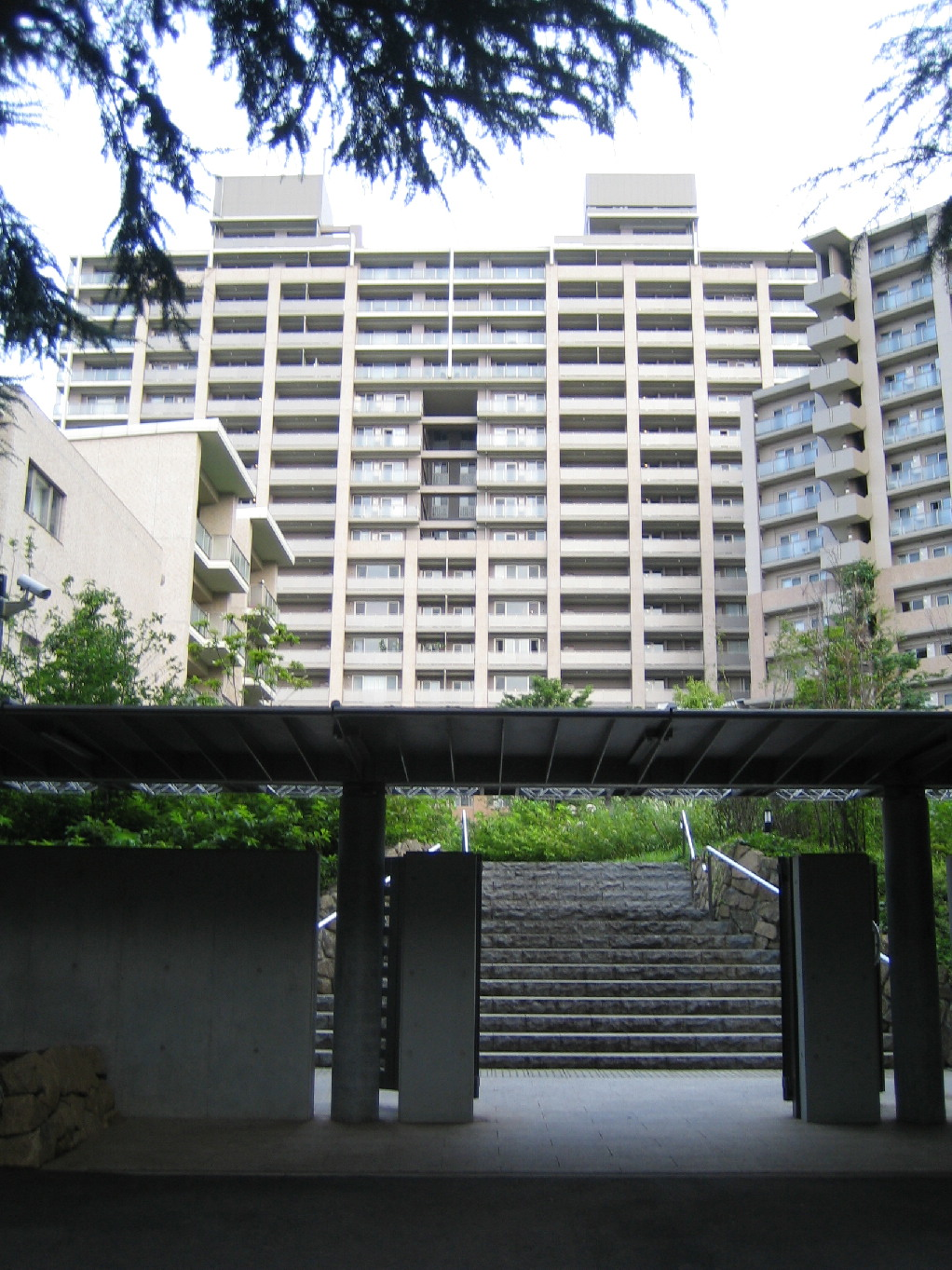
深沢ハウス

大半が緑豊かな住宅地だが、丁目によってその表情が少しずつ異なる。
駒沢オリンピック公園の南側に位置する一丁目と二丁目は、1964年東京オリンピックの開催を機に次々と庭と車庫を付設する郊外型住宅が建設され、マンションの増えた現在もその街並みが保たれている。これらの住宅地内にはかつて会員制のテニス倶楽部あり、現存する駒沢オリンピック公園のスポーツ施設と共に、長年、周辺住民のスポーツ文化の一端を担ってきた。
戦前から園芸業・造園業が盛んだった深沢の中央部に位置する三丁目から六丁目は、周辺の宅地化に伴い畑の宅地化が進み、平成に入ると、戸建・低層マンションが目立つ街並みが広がるようになった。
深沢の北西部に位置する七丁目と八丁目は、早くから住宅地（旧東京信託による新町開発の一部）として開発され、桜並木が美しい。この分譲地は広く知られる田園調布より古く、大正初期に官吏や実業家に向けて分譲された日本最古の宅地開発とされる。大正から昭和初期にかけた頃のこの住宅地および、周辺の様子が、作家宮本百合子の作品の中で描かれている。
2004年に、駒沢オリンピック公園に隣接する東京都立大学跡地（二丁目）に地上19階建て、総戸数が770戸を超える大型マンション深沢ハウス（日商岩井不動産）が建設され、新しい深沢の住宅地の一面を形成している。

### 商業
平成に入って住宅地としての顔が定着し始めると、駒沢通りと駒沢公園通りが交差する深沢不動尊を中心とした深沢不動商店街に、繁華街にはない瀟洒なカフェ・レストラン・洋菓子店などが目に付くようになった。
駒沢オリンピック公園内に設けられた犬専用のスペース「ドッグラン」に、昨今のペットブームに乗じて全国から愛犬家たちが集まるようになると、駒沢公園通り界隈にはペット用のショップや犬を同伴して利用できるカフェ・レストランなどが目立つようにもなった。

### 深沢の自然
地域を走る通りには、七丁目と八丁目を縦貫する桜のトンネルを始め、イチョウ、ハナミズキなどさまざまな並木が多く、緑化が盛んである。
平成初頭に整備された六丁目の「呑川親水公園」は、両岸に桜が配された遊歩道と、趣向の凝された7つの橋、さらにカルガモの棲む水辺として近隣住民に親しまれ、「せたがや百景」の一つに数えられている。その端整さからテレビドラマや映画のロケ地に利用されることが多い。呑川はこれより下流で暗渠となり、遊歩道を有する緑道として町内を縦貫する。桜の季節になるとこの周辺は散策者が多く訪れる。
八丁目にある私立世田谷聖母幼稚園を経営する無原罪聖母宣教女会の庭には、区内でも珍しい自然の湧水池があり、呑川の水源の一つとなっている。この庭は世田谷区の特別自然保護区に指定されており、区民によって手つかずの自然が守られ、一般開放は年3回のみに限られている。

### 点在する教育機関
深沢は文教地区としての性質も持つ。四丁目の東京学芸大学附属世田谷小学校と同附属世田谷中学校の2つの国立大学附属学校には、深沢地区のみならず広い地域から多くの児童・生徒たちがバスなどを利用して通っている。七丁目には日本体育大学が所在する。
また、園芸が盛んだった地であることを証明するように、五丁目にある深沢城跡には都立園芸高校が建ち、全日制・定時制の生徒が広く都内から通う。2006年には、三越の迎賓館として長年利用されてきた「三越エレガンス」跡地に、駒澤大学深沢キャンパスが新しく建設された。

### 地価
住宅地の地価は、2025年（令和7年）1月1日の公示地価によれば、深沢1-37-1の地点で81万2000円/m2、深沢5-31-2の地点で70万3000円/m2、深沢8-13-32の地点で85万2000円/m2となっている。

### 地形
比較的水はけが悪い場所があり、集中豪雨時には内水氾濫により浸水被害が出ることがある。

## 歴史

### 沿革
- 1889年（明治22年）、町村制施行時に、上馬引沢村、下馬引沢村、野沢村、弦巻村、世田ヶ谷新町村、深沢村が合併して駒沢村が成立。深沢村は荏原郡駒沢村大字深沢となった。
- 1925年（大正14年）10月、駒沢村が町制を施行し、荏原郡駒沢町となった。
- 1932年（昭和7年）東京市世田谷区成立時に、玉川村大字下野毛飛地字深沢原および大字等々力飛地字高原を四丁目に加え、一部を新町一丁目にうつして、深沢一〜四丁目に区分された。
- 1967年（昭和42年）、住居表示の実施に伴う町区域の変更で、駒沢一・五丁目と駒沢公園を分離するなど周辺の町との間で境界の整理や一部の編入を行い、深沢一〜八丁目に区分した。

### 住居表示実施前後の町名の変遷
| 実施後     | 実施年月日    | 実施前（各町名ともその一部）              |
| ---------- | ------------- | ----------------------------------------- |
| 深沢一丁目 | 1968年3月15日 | 深沢町1、玉川等々力町3の各一部            |
| 深沢二丁目 | 1968年3月15日 | 深沢町1の一部                             |
| 深沢三丁目 | 1968年3月15日 | 深沢町2、玉川等々力町3の各一部            |
| 深沢四丁目 | 1968年3月15日 | 深沢町2の一部                             |
| 深沢五丁目 | 1968年3月15日 | 深沢町3、玉川等々力町3、玉川中町2の各一部 |
| 深沢六丁目 | 1968年3月15日 | 深沢町3の一部                             |
| 深沢七丁目 | 1968年3月15日 | 深沢町3、深沢町4、玉川中町2の各一部       |
| 深沢八丁目 | 1968年3月15日 | 深沢町4の一部                             |

## 世帯数と人口
2025年（令和7年）1月1日現在（世田谷区発表）の世帯数と人口は以下の通りである。
| 丁目       | 世帯数     | 人口     |
| ---------- | ---------- | -------- |
| 深沢一丁目 | 1,585世帯  | 3,510人  |
| 深沢二丁目 | 1,872世帯  | 4,394人  |
| 深沢三丁目 | 1,178世帯  | 2,487人  |
| 深沢四丁目 | 1,625世帯  | 3,575人  |
| 深沢五丁目 | 1,871世帯  | 3,971人  |
| 深沢六丁目 | 1,273世帯  | 2,635人  |
| 深沢七丁目 | 1,025世帯  | 2,356人  |
| 深沢八丁目 | 805世帯    | 1,715人  |
| 計         | 11,234世帯 | 24,643人 |

### 人口の変遷
国勢調査による人口の推移。
| 年                 | 人口   |
| ------------------ | ------ |
| 1995年（平成7年）  | 19,674 |
| 2000年（平成12年） | 20,777 |
| 2005年（平成17年） | 22,644 |
| 2010年（平成22年） | 23,936 |
| 2015年（平成27年） | 24,079 |
| 2020年（令和2年）  | 24,900 |

### 世帯数の変遷
国勢調査による世帯数の推移。
| 年                 | 世帯数 |
| ------------------ | ------ |
| 1995年（平成7年）  | 7,926  |
| 2000年（平成12年） | 8,751  |
| 2005年（平成17年） | 9,658  |
| 2010年（平成22年） | 10,437 |
| 2015年（平成27年） | 10,448 |
| 2020年（令和2年）  | 10,864 |

## 学区
区立小・中学校に通う場合、学区は以下の通りとなる。
| 丁目       | 番地            | 小学校                 | 中学校                 |
| ---------- | --------------- | ---------------------- | ---------------------- |
| 深沢一丁目 | 全域            | 世田谷区立東深沢小学校 | 世田谷区立東深沢中学校 |
| 深沢二丁目 | 全域            | 世田谷区立東深沢小学校 | 世田谷区立東深沢中学校 |
| 深沢三丁目 | 1～26番         | 世田谷区立東深沢小学校 | 世田谷区立東深沢中学校 |
| 深沢三丁目 | 27〜31番        | 世田谷区立等々力小学校 | 世田谷区立東深沢中学校 |
| 深沢四丁目 | 全域            | 世田谷区立東深沢小学校 | 世田谷区立東深沢中学校 |
| 深沢五丁目 | 4～9番          | 世田谷区立東深沢小学校 | 世田谷区立東深沢中学校 |
| 深沢五丁目 | 1～3番 10～38番 | 世田谷区立等々力小学校 | 世田谷区立東深沢中学校 |
| 深沢五丁目 | 39番            | 世田谷区立中町小学校   | 世田谷区立玉川中学校   |
| 深沢六丁目 | 全域            | 世田谷区立深沢小学校   | 世田谷区立深沢中学校   |
| 深沢七丁目 | 全域            | 世田谷区立桜町小学校   | 世田谷区立深沢中学校   |
| 深沢八丁目 | 全域            | 世田谷区立桜町小学校   | 世田谷区立深沢中学校   |

## 交通

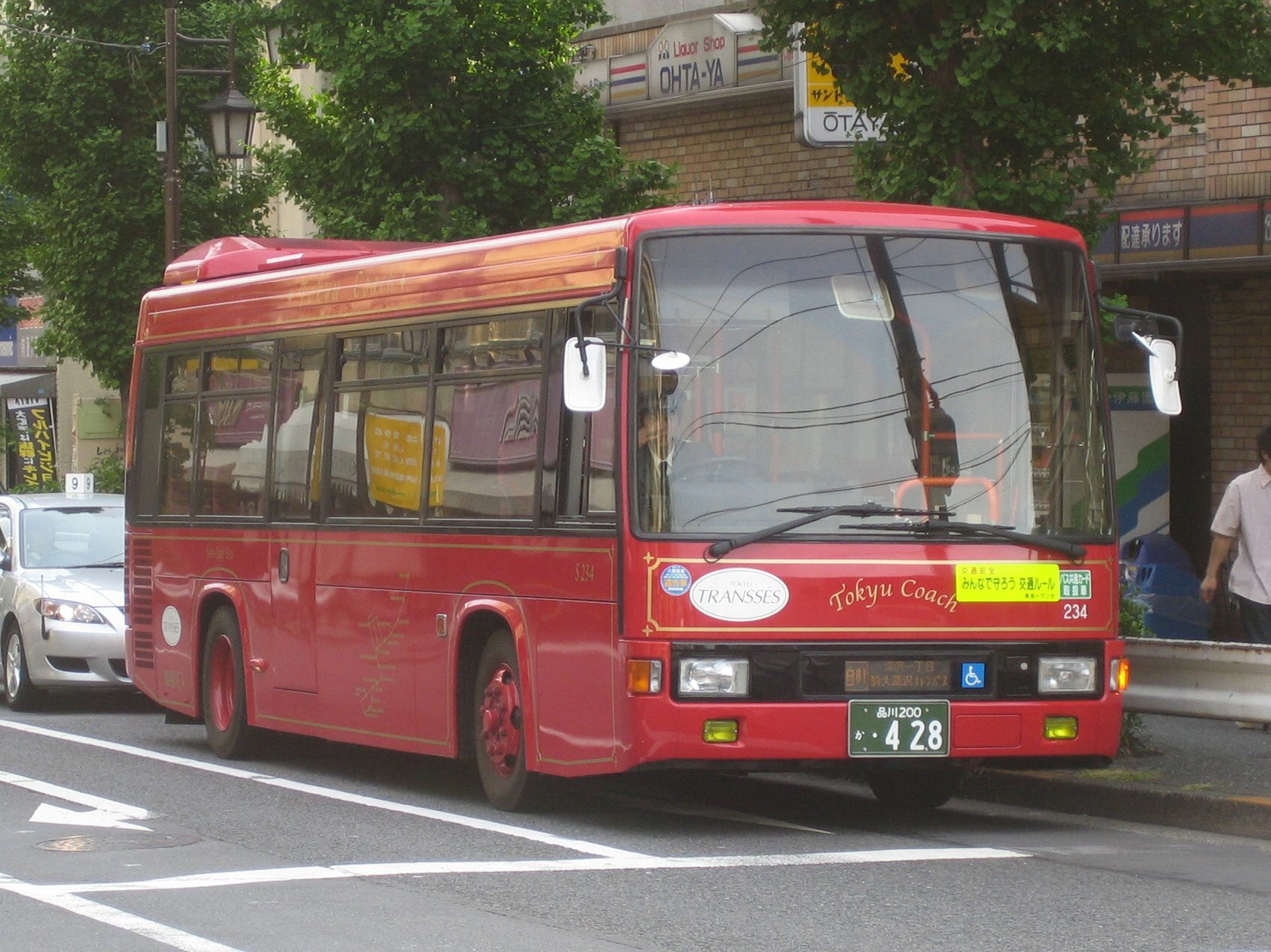
深沢地区内を走る東急コーチ

### 鉄道
当地内には鉄道駅はなく、鉄道に関しては周辺地域と比較してアクセスが悪い。徒歩20分圏内に東急東横線自由が丘駅、都立大学駅、東急田園都市線駒沢大学駅、桜新町駅、東急大井町線九品仏駅、尾山台駅、等々力駅などがある。

### バス
鉄道とは対照的に、バスの便は比較的よい。東急バスを中心としたバス路線網が充実している。右の東急コーチ（東急バス運営）は主に深沢地区と自由が丘駅を結ぶバスであり、平日の朝には4-5分間隔、昼間は5-9分間隔、夕方は6分間隔での運行を行っており、とりわけ利便性が高い。平日には、深夜1時まで運行している。深沢一丁目と深沢六丁目に任意の場所で降りることができる「フリー降車区間」が設定されている（東急コーチ参照）。
東急田園都市線用賀駅、東急大井町線上野毛駅などへは、おおむね20分以内、ターミナル駅である渋谷駅や目黒駅へは約30分でアクセスできる。深沢地区周辺を走る主なバス路線は以下の通り。
| - <自01>・<自02> 自由が丘駅 - 駒大深沢キャンパス前 - <自11>・<自12> 自由が丘駅 - 東京医療センター - <都立01> 都立大学駅北口 - 桜新町駅 - 成城学園前駅 - <黒02> 目黒駅 - 都立大学駅 - 二子玉川駅 - <黒07> 目黒駅 - 都立大学駅 - 桜新町駅 - 弦巻営業所 - <東98> 東京駅南口 - 目黒駅 - 都立大学駅 - 等々力操車所 - <等11> 等々力操車所 - 祖師ヶ谷大蔵駅 - <等12> 等々力操車所 - 用賀駅 - 成城学園前駅 - <等13> 等々力操車所 - 駒沢大学駅 - 世田谷駅前 - 梅ヶ丘駅 - <渋12> 渋谷駅 - 二子玉川駅 - <渋82> 渋谷駅 - 駒沢大学駅 - 等々力 - <恵32> 恵比寿駅 - 三谷（学芸大学駅入口） - 用賀駅 | - 有料道路 - 首都高速3号渋谷線 当地域内にインターチェンジはない。 - 一般国道・都道 - 玉川通り（国道246号） - 目黒通り（東京都道312号白金台町等々力線） - 駒沢通り（東京都道416号古川橋二子玉川線） - 主要区道 - 駒八通り - 深沢学園通り - 駒沢公園通り |

## 事業所
2021年（令和3年）現在の経済センサス調査による事業所数と従業員数は以下の通りである。
| 丁目       | 事業所数  | 従業員数 |
| ---------- | --------- | -------- |
| 深沢一丁目 | 83事業所  | 616人    |
| 深沢二丁目 | 52事業所  | 368人    |
| 深沢三丁目 | 67事業所  | 368人    |
| 深沢四丁目 | 78事業所  | 720人    |
| 深沢五丁目 | 137事業所 | 1,139人  |
| 深沢六丁目 | 47事業所  | 246人    |
| 深沢七丁目 | 44事業所  | 798人    |
| 深沢八丁目 | 43事業所  | 359人    |
| 計         | 551事業所 | 4,614人  |

### 事業者数の変遷
経済センサスによる事業所数の推移。
| 年                 | 事業者数 |
| ------------------ | -------- |
| 2016年（平成28年） | 524      |
| 2021年（令和3年）  | 551      |

### 従業員数の変遷
経済センサスによる従業員数の推移。
| 年                 | 従業員数 |
| ------------------ | -------- |
| 2016年（平成28年） | 3,970    |
| 2021年（令和3年）  | 4,614    |

## 施設

### 教育機関
- 小学校

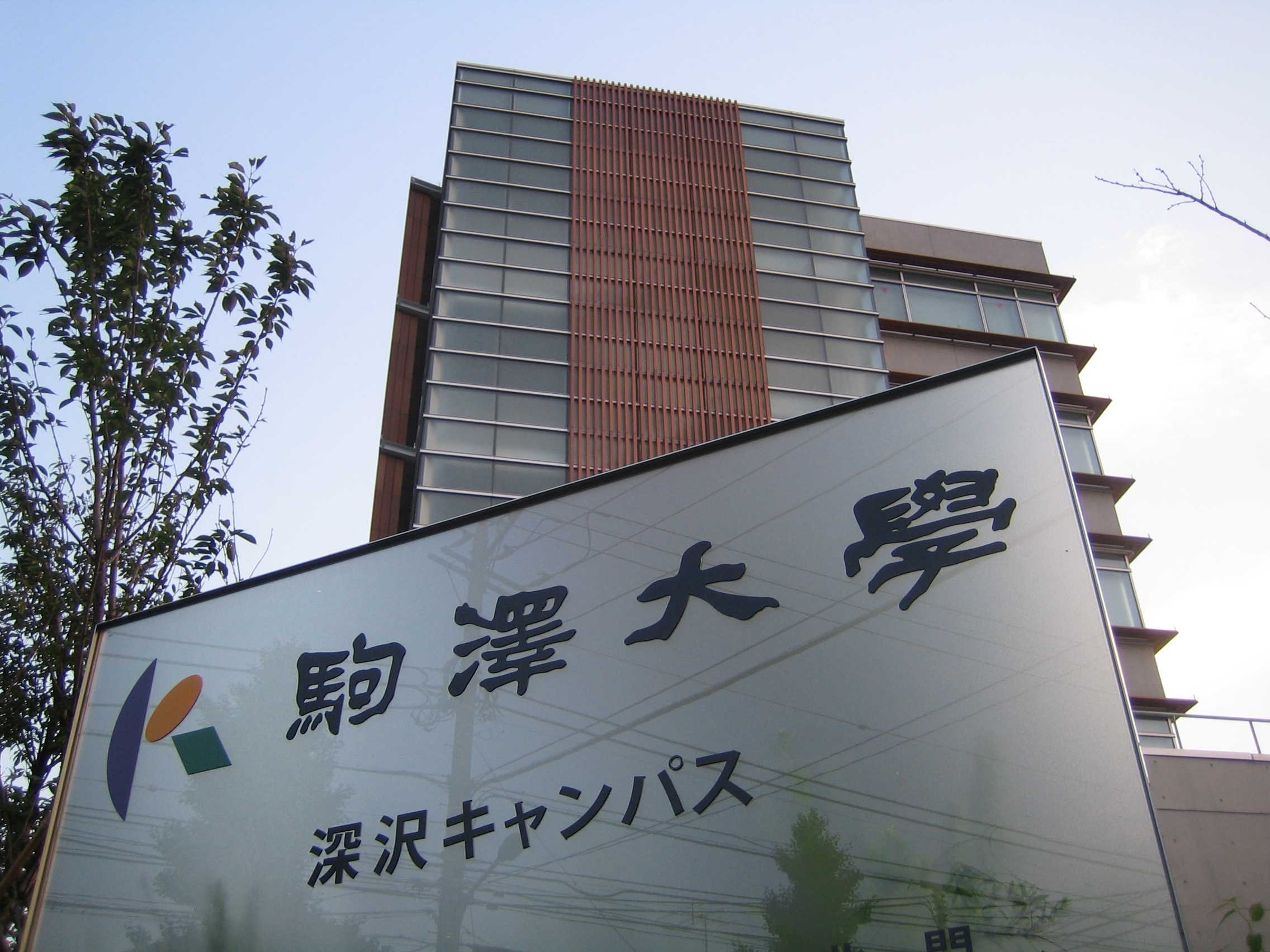
駒澤大学深沢キャンパス

  - 区立東深沢小学校（深沢三丁目）　通学区域：深沢一・二・四丁目全域、三・五丁目一部
  - 区立等々力小学校（等々力七丁目）　通学区域：深沢三・五丁目一部
  - 区立深沢小学校（新町一丁目）　通学区域：深沢六丁目全域
  - 区立桜町小学校（用賀一丁目）　通学区域：深沢七〜八丁目全域
  - 東京学芸大学附属世田谷小学校（深沢四丁目）
- 中学校
  - 区立東深沢中学校（深沢四丁目）　通学区域：深沢一〜四丁目全域、五丁目一部
  - 区立玉川中学校（中町四丁目）　通学区域：深沢五丁目一部
  - 区立深沢中学校（新町一丁目）　通学区域：深沢六〜八丁目全域
  - 東京学芸大学附属世田谷中学校（深沢四丁目）

| - 高等学校 - 東京都立園芸高等学校（深沢五丁目） - 東京都立深沢高等学校（深沢七丁目） - 大学 - 駒澤大学深沢キャンパス（深沢六丁目） - 日本体育大学世田谷キャンパス（深沢七丁目） | - 保育園・幼稚園 - 区立深沢保育園（深沢五丁目） - 麻生学園深沢幼稚園（深沢三丁目） - 区立三島幼稚園（深沢五丁目） - 日体幼稚園（深沢八丁目） - 世田谷聖母幼稚園（深沢八丁目） | - その他 - Komazawa Park International School（深沢三丁目） - 世田谷区立深沢図書館（深沢四丁目） - 世田谷区立深沢児童館（深沢四丁目） - 日本体育大学女子短期大学部（深沢七丁目） - 国際動物専門学校（深沢八丁目） |

### 神社仏閣
| - 清流寺深沢分院（深沢二丁目） | - 深沢神社（深沢五丁目） | - 医王寺（深沢六丁目） | - 深沢不動教会（深沢六丁目） |

### 医療機関
- 国立病院機構東京医療センター（目黒区東が丘二丁目）

### その他
| - 世田谷深沢一郵便局（深沢一丁目） - ルワンダ大使館（深沢一丁目） - 区立深沢地区会館（深沢一丁目） - 東京都立産業技術研究センター駒沢支所（深沢二丁目） | - 世田谷深沢郵便局（深沢四丁目） - リベリア大使館（深沢四丁目） - 区立深沢区民センター（深沢四丁目） - 深沢デイ・ホーム（深沢四丁目） | - 深沢環境共生住宅（深沢四丁目） - 玉川警察署深沢交番（深沢五丁目） |

## その他

### 日本郵便
- 郵便番号 : 158-0081[2]（集配局 : 玉川郵便局[15]）。